# آبه (ساوة)
آبَهْ، المعروفة أيضًا آوه بين العامة، هي بلدة تاريخيَّة قديمة تقع مقابل بلدة ساوة، عُرفت بتنوع سكانها المذهبي، فقد كان أهل آبه في الغالب من الشيعة، بينما كان أهل ساوه من أهلُ السُّنة والجماعة، مما أدى لحدوث الصراعات بين البلدتين على خلفية مذهبية.
ذكرها القاضيُّ الشاعر أبو نصر أحمد بن العلاء الميمندي السُّني، قائلًا:
ومن بين الشخصيات البارزة المنسوبة إلى آبه، وزير الدَّولة البُويهيَّة أبو سعد منصور بن الحسين الآبيُّ الإمامي، الذي تولى مناصب مرموقة وكان وزيرًا لمجد الدولة بن فخر الدولة. عُرف الآبي بأدبه وشعره وتأليفه، ومن أشهر أعماله كتاب "نثر الدرر" و"تاريخ الري". تولى أخوه أبو منصور محمد الوزارة لملك طبرستان. سكنها الإمام الحافظ جرير بن عبد الحميد.

### فهرس المنشورات
1. ↑  الحموي (1977)، ج. 1، ص. 50.
2. 1 2  الحموي (1977)، ج. 1، ص. 50-51.

### معلومات المنشورات كاملة
الكتب مرتبة حسب تاريخ النشر
- ياقوت الحموي (1977)، معجم البلدان (ط. 1)، بيروت: دار صادر، OCLC:1014032934، QID:Q114913343